# رافاييل مارتينز (لاعب كرة قدم)
رافاييل مارتينز هو لاعب كرة قدم برازيلي في مركز حراسة المرمى، ولد في 29 نوفمبر 1991 في Pariquera-Açu ‏ في البرازيل يلعب حالياً في نادي الجبيل السعودي. لعب مع نادي كوريتيبا ونادي الساحل ونادي الخلود ونادي الجبيل.

## وصلات خارجية
- رافاييل مارتينز (لاعب كرة قدم) على موقع قاعدة بيانات كرة القدم.إي يو (الإنجليزية)
- رافاييل مارتينز (لاعب كرة قدم) على موقع Soccerway.com (الإنجليزية)